# Cantó d'Issy-les-Moulineaux-Est
El cantó d'Issy-les-Moulineaux-Est és un antic cantó francès del departament dels Alts del Sena, que estava situat al districte de Boulogne-Billancourt. Comptava amb part del municipi d'Issy-les-Moulineaux.
Al 2015 es va unir al nou cantó d'Issy-les-Moulineaux.

## Municipis
- Issy-les-Moulineaux (part)

## Història
| Data d'elecció                           | Identitat    | Partit           | Qualitat |
| ---------------------------------------- | ------------ | ---------------- | -------- |
| 1967-1998                                | Paul Pen     | UDR, després RPR |          |
| 1998-                                    | Paul Subrini | RPR, després UMP |          |
| les dades anteriors no són pas conegudes |              |                  |          |
|                                          |              |                  |          |

## Demografia
| A partir de 1990: Població sense dobles comptes |